# 야스미쓰 쇼사쿠
야스미쓰 쇼사쿠(일본어: 安光 将作, 1999년 11월 2일~)는 일본의 축구 선수이다.

## 구단 경력
그는 2022년 J3리그의 카탈레 도야마에 입단했다. 2024년까지 74경기에 출전하여, 8득점을 넣었다. 2025년 J2리그의 RB 오미야 아르디자로 이적했다.